# 竹内雅朝
竹内雅朝（日语：／ Takeuchi Masatomo，1952年9月29日—），日本男子举重运动员。他曾代表日本参加1974年亚洲运动会举重比赛，获得一枚铜牌。他也曾参加1976年夏季奥林匹克运动会。